# Бейбел (остров)
Бе́йбел (англ. Babel Island; рус. Вавилон) — необитаемый остров в составе архипелага Острова Фюрно.

## География, история
Гранитный остров, выступающий из океана, имеет размеры 3 на 2,5 километров и площадь 4,4 км². Бейбел находится в двух километрах восточнее острова Флиндерс — крупнейшего острова Тасмании. В 350 метрах к востоку от Бейбела расположен маленький остров Сторхаус (рус. Склад), в 1150 метрах к юго-востоку — также маленький остров Кэт (рус. Кошачий).
Острову название Бейбел дал исследователь Мэтью Флиндерс 9 февраля 1798 года в связи с тем, что населяющие его птицы издавали сильный шум, который напомнил ему историю о Вавилонском столпотворении.

Многие десятилетия остров Бейбел находился в частном владении, но 1 января 1995 года, когда вступил в силу закон о землях аборигенов, он получил статус «фригольд» и был передан во владение тасманийским аборигенам.

## Фауна
Остров Бейбел является Ключевой орнитологической территорией. На нём обитают 2,8 миллионов пар тонкоклювых буревестников — это их самая большая колония в мире, около 12 % мировой популяции. Также на острове обитает 20 тысяч пар малых пингвинов (2 % мировой популяции). В меньших количествах здесь можно встретить австралийских чаек, большеклювых чаек, австралийских куликов-сорок, крачек Берга, белобрюхих орланов, сапсанов.

Живут на острове и млекопитающие: это рыже-серый валлаби и тасманийский филандер. В своё время на остров были интродуцированы и успешно здесь прижились домовая мышь и бездомные кошки.

Из рептилий на Бейбеле обитают сцинки видов Carinascincus metallicus, Bassiana duperreyi, Liopholis whitii и Tiliqua scincoides scincoides; а также ядовитая тигровая змея.